# Tour de Wallonie 2017
La 44e édition du Tour de Wallonie a lieu du 22 au 26 juillet 2017. La course fait partie du calendrier UCI Europe Tour 2017 en catégorie 2.HC, et fut remportée par Dylan Teuns.

## Présentation

### Équipes
Vingt équipes participent à ce Tour de Wallonie - six WorldTeams, onze équipes continentales professionnelles et trois équipes continentales :
| WorldTeams (6)- AG2R La Mondiale - BMC Racing Team - FDJ - Katusha-Alpecin - Lotto-Soudal - Lotto NL-Jumbo Équipes continentales professionnelles (11)- Aqua Blue Sport - Cofidis, Solutions Crédits - Delko Marseille Provence KTM - Direct Énergie - Fortuneo-Oscaro - Gazprom-RusVelo - Roompot-Nederlandse Loterij - Sport Vlaanderen-Baloise - Verandas Willems-Crelan - Wanty-Groupe Gobert - WB-Veranclassic-Aqua Protect Équipes continentales (3)- AGO-Aqua Service - Armée de terre - Telenet-Fidea Lions |
| |

## Étapes
| Étape     | Date      | Villes étapes                      | type            | Distance (km) | Vainqueur d'étape | Leader du classement général |
| --------- | --------- | ---------------------------------- | --------------- | ------------- | ----------------- | ---------------------------- |
| 1re étape | 22 juill. | Stavelot – Marchin                 | étape vallonnée | 189,9         | Benjamin Thomas   | Benjamin Thomas              |
| 2e étape  | 23 juill. | Chaudfontaine – Seraing            | étape vallonnée | 189,4         | Jasper De Buyst   | Dylan Teuns                  |
| 3e étape  | 24 juill. | Arlon – Houffalize                 | étape vallonnée | 182,7         | Dylan Teuns       | Dylan Teuns                  |
| 4e étape  | 25 juill. | Ville de Bruxelles – Profondeville | étape vallonnée | 164,1         | Jempy Drucker     | Dylan Teuns                  |
| 5e étape  | 26 juill. | Chièvres – Thuin                   | étape vallonnée | 182,6         | Dylan Teuns       | Dylan Teuns                  |

## Déroulement de la course

### 1reétape
| \| Classement de l'étape \| Classement de l'étape \| Classement de l'étape \| Classement de l'étape \| Classement de l'étape \| \| Coureur \| Coureur \| Pays \| Équipe \| Temps \| \| --------------------- \| --------------------- \| --------------------- \| --------------------- \| --------------------- \| \| 1er \| Benjamin Thomas \| France \| Armée de terre \| 4 h 28 min 40 s \| \| 2e \| Xandro Meurisse \| Belgique \| Wanty-Groupe Gobert \| + 5 s \| \| 3e \| Dylan Teuns \| Belgique \| BMC Racing Team \| + 5 s \| \| 4e \| Jelle Vanendert \| Belgique \| Lotto-Soudal \| + 5 s \| \| 5e \| Tosh Van der Sande \| Belgique \| Lotto-Soudal \| + 5 s \| |                    |          |                     |                 |
| |                    |          |                     |                 |
| Source : ProCyclingStats |                    |          |                     |                 |
| Classement de l'étape |                    |          |                     |                 |
| Coureur | Coureur            | Pays     | Équipe              | Temps           |
| 1er | Benjamin Thomas    | France   | Armée de terre      | 4 h 28 min 40 s |
| 2e | Xandro Meurisse    | Belgique | Wanty-Groupe Gobert | + 5 s           |
| 3e | Dylan Teuns        | Belgique | BMC Racing Team     | + 5 s           |
| 4e | Jelle Vanendert    | Belgique | Lotto-Soudal        | + 5 s           |
| 5e | Tosh Van der Sande | Belgique | Lotto-Soudal        | + 5 s           |

| \| Classement général \| Classement général \| Classement général \| Classement général \| Classement général \| \| Coureur \| Coureur \| Pays \| Équipe \| Temps \| \| ------------------ \| ------------------ \| ------------------ \| ------------------- \| ------------------ \| \| 1er \| Benjamin Thomas \| France \| Armée de terre \| 4 h 28 min 30 s \| \| 2e \| Xandro Meurisse \| Belgique \| Wanty-Groupe Gobert \| + 9 s \| \| 3e \| Dylan Teuns \| Belgique \| BMC Racing Team \| + 11 s \| \| 4e \| Jelle Vanendert \| Belgique \| Lotto-Soudal \| + 15 s \| \| 5e \| Tosh Van der Sande \| Belgique \| Lotto-Soudal \| + 15 s \| |                    |          |                     |                 |
| |                    |          |                     |                 |
| Source : ProCyclingStats |                    |          |                     |                 |
| Classement général |                    |          |                     |                 |
| Coureur | Coureur            | Pays     | Équipe              | Temps           |
| 1er | Benjamin Thomas    | France   | Armée de terre      | 4 h 28 min 30 s |
| 2e | Xandro Meurisse    | Belgique | Wanty-Groupe Gobert | + 9 s           |
| 3e | Dylan Teuns        | Belgique | BMC Racing Team     | + 11 s          |
| 4e | Jelle Vanendert    | Belgique | Lotto-Soudal        | + 15 s          |
| 5e | Tosh Van der Sande | Belgique | Lotto-Soudal        | + 15 s          |

### 2eétape
| \| Classement de l'étape \| Classement de l'étape \| Classement de l'étape \| Classement de l'étape \| Classement de l'étape \| \| Coureur \| Coureur \| Pays \| Équipe \| Temps \| \| --------------------- \| --------------------- \| --------------------- \| ---------------------------- \| --------------------- \| \| 1er \| Jasper De Buyst \| Belgique \| Lotto-Soudal \| 4 h 29 min 16 s \| \| 2e \| Michael Mørkøv \| Danemark \| Katusha-Alpecin \| + 0 s \| \| 3e \| Justin Jules \| France \| WB-Veranclassic-Aqua Protect \| + 0 s \| \| 4e \| Jempy Drucker \| Luxembourg \| BMC Racing Team \| + 0 s \| \| 5e \| Roman Maikin \| Russie \| Gazprom-RusVelo \| + 0 s \| |                 |            |                              |                 |
| |                 |            |                              |                 |
| Source : ProCyclingStats |                 |            |                              |                 |
| Classement de l'étape |                 |            |                              |                 |
| Coureur | Coureur         | Pays       | Équipe                       | Temps           |
| 1er | Jasper De Buyst | Belgique   | Lotto-Soudal                 | 4 h 29 min 16 s |
| 2e | Michael Mørkøv  | Danemark   | Katusha-Alpecin              | + 0 s           |
| 3e | Justin Jules    | France     | WB-Veranclassic-Aqua Protect | + 0 s           |
| 4e | Jempy Drucker   | Luxembourg | BMC Racing Team              | + 0 s           |
| 5e | Roman Maikin    | Russie     | Gazprom-RusVelo              | + 0 s           |

| \| Classement général \| Classement général \| Classement général \| Classement général \| Classement général \| \| Coureur \| Coureur \| Pays \| Équipe \| Temps \| \| ------------------ \| ------------------- \| ------------------ \| -------------------------- \| ------------------ \| \| 1er \| Dylan Teuns \| Belgique \| BMC Racing Team \| 8 h 57 min 55 s \| \| 2e \| Xandro Meurisse \| Belgique \| Wanty-Groupe Gobert \| + 0 s \| \| 3e \| Tosh Van der Sande \| Belgique \| Lotto-Soudal \| + 1 s \| \| 4e \| Benjamin Thomas \| France \| Armée de terre \| + 1 s \| \| 5e \| Jonas Van Genechten \| Belgique \| Cofidis, Solutions Crédits \| + 9 s \| |                     |          |                            |                 |
| |                     |          |                            |                 |
| Source : ProCyclingStats |                     |          |                            |                 |
| Classement général |                     |          |                            |                 |
| Coureur | Coureur             | Pays     | Équipe                     | Temps           |
| 1er | Dylan Teuns         | Belgique | BMC Racing Team            | 8 h 57 min 55 s |
| 2e | Xandro Meurisse     | Belgique | Wanty-Groupe Gobert        | + 0 s           |
| 3e | Tosh Van der Sande  | Belgique | Lotto-Soudal               | + 1 s           |
| 4e | Benjamin Thomas     | France   | Armée de terre             | + 1 s           |
| 5e | Jonas Van Genechten | Belgique | Cofidis, Solutions Crédits | + 9 s           |

### 3eétape
| \| Classement de l'étape \| Classement de l'étape \| Classement de l'étape \| Classement de l'étape \| Classement de l'étape \| \| Coureur \| Coureur \| Pays \| Équipe \| Temps \| \| --------------------- \| --------------------- \| --------------------- \| ---------------------------- \| --------------------- \| \| 1er \| Dylan Teuns \| Belgique \| BMC Racing Team \| 4 h 25 min 30 s \| \| 2e \| Quentin Pacher \| France \| Delko-Marseille Provence-KTM \| + 9 s \| \| 3e \| Odd Christian Eiking \| Norvège \| FDJ \| + 9 s \| \| 4e \| Jelle Vanendert \| Belgique \| Lotto-Soudal \| + 14 s \| \| 5e \| Juan José Lobato \| Espagne \| LottoNL-Jumbo \| + 18 s \| |                      |          |                              |                 |
| |                      |          |                              |                 |
| Source : ProCyclingStats |                      |          |                              |                 |
| Classement de l'étape |                      |          |                              |                 |
| Coureur | Coureur              | Pays     | Équipe                       | Temps           |
| 1er | Dylan Teuns          | Belgique | BMC Racing Team              | 4 h 25 min 30 s |
| 2e | Quentin Pacher       | France   | Delko-Marseille Provence-KTM | + 9 s           |
| 3e | Odd Christian Eiking | Norvège  | FDJ                          | + 9 s           |
| 4e | Jelle Vanendert      | Belgique | Lotto-Soudal                 | + 14 s          |
| 5e | Juan José Lobato     | Espagne  | LottoNL-Jumbo                | + 18 s          |

| \| Classement général \| Classement général \| Classement général \| Classement général \| Classement général \| \| Coureur \| Coureur \| Pays \| Équipe \| Temps \| \| ------------------ \| ------------------ \| ------------------ \| --------------------------- \| ------------------ \| \| 1er \| Dylan Teuns \| Belgique \| BMC Racing Team \| 13 h 23 min 15 s \| \| 2e \| Tosh Van der Sande \| Belgique \| Lotto-Soudal \| + 32 s \| \| 3e \| Benjamin Thomas \| France \| Armée de terre \| + 39 s \| \| 4e \| Jelle Vanendert \| Belgique \| Lotto-Soudal \| + 42 s \| \| 5e \| Pim Ligthart \| Pays-Bas \| Roompot-Nederlandse Loterij \| + 44 s \| |                    |          |                             |                  |
| |                    |          |                             |                  |
| Source : ProCyclingStats |                    |          |                             |                  |
| Classement général |                    |          |                             |                  |
| Coureur | Coureur            | Pays     | Équipe                      | Temps            |
| 1er | Dylan Teuns        | Belgique | BMC Racing Team             | 13 h 23 min 15 s |
| 2e | Tosh Van der Sande | Belgique | Lotto-Soudal                | + 32 s           |
| 3e | Benjamin Thomas    | France   | Armée de terre              | + 39 s           |
| 4e | Jelle Vanendert    | Belgique | Lotto-Soudal                | + 42 s           |
| 5e | Pim Ligthart       | Pays-Bas | Roompot-Nederlandse Loterij | + 44 s           |

### 4eétape
| \| Classement de l'étape \| Classement de l'étape \| Classement de l'étape \| Classement de l'étape \| Classement de l'étape \| \| Coureur \| Coureur \| Pays \| Équipe \| Temps \| \| --------------------- \| --------------------- \| --------------------- \| -------------------------- \| --------------------- \| \| 1er \| Jempy Drucker \| Luxembourg \| BMC Racing Team \| 3 h 43 min 26 s \| \| 2e \| Adam Blythe \| Royaume-Uni \| Aqua Blue Sport \| + 0 s \| \| 3e \| Jonas Van Genechten \| Belgique \| Cofidis, Solutions Crédits \| + 0 s \| \| 4e \| Juan José Lobato \| Espagne \| LottoNL-Jumbo \| + 0 s \| \| 5e \| Jasper De Buyst \| Belgique \| Lotto-Soudal \| + 0 s \| |                     |             |                            |                 |
| |                     |             |                            |                 |
| Source : ProCyclingStats |                     |             |                            |                 |
| Classement de l'étape |                     |             |                            |                 |
| Coureur | Coureur             | Pays        | Équipe                     | Temps           |
| 1er | Jempy Drucker       | Luxembourg  | BMC Racing Team            | 3 h 43 min 26 s |
| 2e | Adam Blythe         | Royaume-Uni | Aqua Blue Sport            | + 0 s           |
| 3e | Jonas Van Genechten | Belgique    | Cofidis, Solutions Crédits | + 0 s           |
| 4e | Juan José Lobato    | Espagne     | LottoNL-Jumbo              | + 0 s           |
| 5e | Jasper De Buyst     | Belgique    | Lotto-Soudal               | + 0 s           |

| \| Classement général \| Classement général \| Classement général \| Classement général \| Classement général \| \| Coureur \| Coureur \| Pays \| Équipe \| Temps \| \| ------------------ \| ------------------ \| ------------------ \| --------------------------- \| ------------------ \| \| 1er \| Dylan Teuns \| Belgique \| BMC Racing Team \| 17 h 06 min 41 s \| \| 2e \| Tosh Van der Sande \| Belgique \| Lotto-Soudal \| + 32 s \| \| 3e \| Benjamin Thomas \| France \| Armée de terre \| + 39 s \| \| 4e \| Jelle Vanendert \| Belgique \| Lotto-Soudal \| + 42 s \| \| 5e \| Pim Ligthart \| Pays-Bas \| Roompot-Nederlandse Loterij \| + 44 s \| |                    |          |                             |                  |
| |                    |          |                             |                  |
| Source : ProCyclingStats |                    |          |                             |                  |
| Classement général |                    |          |                             |                  |
| Coureur | Coureur            | Pays     | Équipe                      | Temps            |
| 1er | Dylan Teuns        | Belgique | BMC Racing Team             | 17 h 06 min 41 s |
| 2e | Tosh Van der Sande | Belgique | Lotto-Soudal                | + 32 s           |
| 3e | Benjamin Thomas    | France   | Armée de terre              | + 39 s           |
| 4e | Jelle Vanendert    | Belgique | Lotto-Soudal                | + 42 s           |
| 5e | Pim Ligthart       | Pays-Bas | Roompot-Nederlandse Loterij | + 44 s           |

### 5eétape
| \| Classement de l'étape \| Classement de l'étape \| Classement de l'étape \| Classement de l'étape \| Classement de l'étape \| \| Coureur \| Coureur \| Pays \| Équipe \| Temps \| \| --------------------- \| --------------------- \| --------------------- \| ------------------------ \| --------------------- \| \| 1er \| Dylan Teuns \| Belgique \| BMC Racing Team \| 4 h 13 min 03 s \| \| 2e \| Bryan Coquard \| France \| Direct Énergie \| + 5 s \| \| 3e \| Tosh Van der Sande \| Belgique \| Lotto-Soudal \| + 5 s \| \| 4e \| Eliot Lietaer \| Belgique \| Sport Vlaanderen-Baloise \| + 5 s \| \| 5e \| Benjamin Thomas \| France \| Armée de terre \| + 5 s \| |                    |          |                          |                 |
| |                    |          |                          |                 |
| Source : ProCyclingStats |                    |          |                          |                 |
| Classement de l'étape |                    |          |                          |                 |
| Coureur | Coureur            | Pays     | Équipe                   | Temps           |
| 1er | Dylan Teuns        | Belgique | BMC Racing Team          | 4 h 13 min 03 s |
| 2e | Bryan Coquard      | France   | Direct Énergie           | + 5 s           |
| 3e | Tosh Van der Sande | Belgique | Lotto-Soudal             | + 5 s           |
| 4e | Eliot Lietaer      | Belgique | Sport Vlaanderen-Baloise | + 5 s           |
| 5e | Benjamin Thomas    | France   | Armée de terre           | + 5 s           |

## Classements finals

### Classement général final
| \| Classement général \| Classement général \| Classement général \| Classement général \| Classement général \| \| Coureur \| Coureur \| Pays \| Équipe \| Temps \| \| ------------------ \| ------------------ \| ------------------ \| ------------------ \| ------------------ \| \| 1er \| Dylan Teuns \| Belgique \| BMC Racing Team \| 21 h 19 min 34 s \| \| 2e \| Tosh Van der Sande \| Belgique \| Lotto-Soudal \| + 43 s \| \| 3e \| Benjamin Thomas \| France \| Armée de terre \| + 54 s \| \| 4e \| Jelle Vanendert \| Belgique \| Lotto-Soudal \| + 1 min 02 s \| \| 5e \| Michel Kreder \| Pays-Bas \| Aqua Blue Sport \| + 1 min 03 s \| |                    |          |                 |                  |
| |                    |          |                 |                  |
| Source : ProCyclingStats |                    |          |                 |                  |
| Classement général |                    |          |                 |                  |
| Coureur | Coureur            | Pays     | Équipe          | Temps            |
| 1er | Dylan Teuns        | Belgique | BMC Racing Team | 21 h 19 min 34 s |
| 2e | Tosh Van der Sande | Belgique | Lotto-Soudal    | + 43 s           |
| 3e | Benjamin Thomas    | France   | Armée de terre  | + 54 s           |
| 4e | Jelle Vanendert    | Belgique | Lotto-Soudal    | + 1 min 02 s     |
| 5e | Michel Kreder      | Pays-Bas | Aqua Blue Sport | + 1 min 03 s     |

### Classements annexes
| Classement par points | Classement par points | Classement par points | Classement par points | Classement par points |
| Coureur               | Coureur               | Pays                  | Équipe                | Points                |
| --------------------- | --------------------- | --------------------- | --------------------- | --------------------- |
| 1er                   | Dylan Teuns           | Belgique              | BMC Racing Team       | 65 pts                |
| 2e                    | Jempy Drucker         | Luxembourg            | BMC Racing Team       | 35 pts                |
| 3e                    | Benjamin Thomas       | France                | Armée de terre        | 33 pts                |

| Classement par points | Classement par points | Classement par points | Classement par points | Classement par points |
| Coureur               | Coureur               | Pays                  | Équipe                | Points                |
| --------------------- | --------------------- | --------------------- | --------------------- | --------------------- |
| 1er                   | Dylan Teuns           | Belgique              | BMC Racing Team       | 65 pts                |
| 2e                    | Jempy Drucker         | Luxembourg            | BMC Racing Team       | 35 pts                |
| 3e                    | Benjamin Thomas       | France                | Armée de terre        | 33 pts                |

| Classement de la montagne | Classement de la montagne | Classement de la montagne | Classement de la montagne    | Classement de la montagne |
| Coureur                   | Coureur                   | Pays                      | Équipe                       | Points                    |
| ------------------------- | ------------------------- | ------------------------- | ---------------------------- | ------------------------- |
| 1er                       | Alexis Gougeard           | France                    | AG2R La Mondiale             | 74 pts                    |
| 2e                        | Jimmy Turgis              | France                    | Cofidis, Solutions Crédits   | 52 pts                    |
| 3e                        | Evaldas Šiškevičius       | Lituanie                  | Delko-Marseille Provence-KTM | 32 pts                    |

| Classement de la montagne | Classement de la montagne | Classement de la montagne | Classement de la montagne    | Classement de la montagne |
| Coureur                   | Coureur                   | Pays                      | Équipe                       | Points                    |
| ------------------------- | ------------------------- | ------------------------- | ---------------------------- | ------------------------- |
| 1er                       | Alexis Gougeard           | France                    | AG2R La Mondiale             | 74 pts                    |
| 2e                        | Jimmy Turgis              | France                    | Cofidis, Solutions Crédits   | 52 pts                    |
| 3e                        | Evaldas Šiškevičius       | Lituanie                  | Delko-Marseille Provence-KTM | 32 pts                    |

| Classement des sprints | Classement des sprints | Classement des sprints | Classement des sprints       | Classement des sprints |
| Coureur                | Coureur                | Pays                   | Équipe                       | Points                 |
| ---------------------- | ---------------------- | ---------------------- | ---------------------------- | ---------------------- |
| 1er                    | Evaldas Šiškevičius    | Lituanie               | Delko-Marseille Provence-KTM | 30 pts                 |
| 2e                     | Lasse Norman Leth      | Danemark               | Aqua Blue Sport              | 9 pts                  |
| 3e                     | Elmar Reinders         | Pays-Bas               | Roompot-Nederlandse Loterij  | 9 pts                  |

| Classement des sprints | Classement des sprints | Classement des sprints | Classement des sprints       | Classement des sprints |
| Coureur                | Coureur                | Pays                   | Équipe                       | Points                 |
| ---------------------- | ---------------------- | ---------------------- | ---------------------------- | ---------------------- |
| 1er                    | Evaldas Šiškevičius    | Lituanie               | Delko-Marseille Provence-KTM | 30 pts                 |
| 2e                     | Lasse Norman Leth      | Danemark               | Aqua Blue Sport              | 9 pts                  |
| 3e                     | Elmar Reinders         | Pays-Bas               | Roompot-Nederlandse Loterij  | 9 pts                  |

| Classement du meilleur jeune | Classement du meilleur jeune | Classement du meilleur jeune | Classement du meilleur jeune | Classement du meilleur jeune |
| Coureur                      | Coureur                      | Pays                         | Équipe                       | Temps                        |
| ---------------------------- | ---------------------------- | ---------------------------- | ---------------------------- | ---------------------------- |
| 1er                          | Benjamin Thomas              | France                       | Armée de terre               | 21 h 20 min 28 s             |
| 2e                           | Loïc Vliegen                 | Belgique                     | BMC Racing Team              | + 25 s                       |
| 3e                           | Julien Mortier               | Belgique                     | AGO-Aqua Service             | + 2 min 47 s                 |

| Classement du meilleur jeune | Classement du meilleur jeune | Classement du meilleur jeune | Classement du meilleur jeune | Classement du meilleur jeune |
| Coureur                      | Coureur                      | Pays                         | Équipe                       | Temps                        |
| ---------------------------- | ---------------------------- | ---------------------------- | ---------------------------- | ---------------------------- |
| 1er                          | Benjamin Thomas              | France                       | Armée de terre               | 21 h 20 min 28 s             |
| 2e                           | Loïc Vliegen                 | Belgique                     | BMC Racing Team              | + 25 s                       |
| 3e                           | Julien Mortier               | Belgique                     | AGO-Aqua Service             | + 2 min 47 s                 |

| Classement par équipes | Classement par équipes       | Classement par équipes | Classement par équipes |
| Équipe                 | Équipe                       | Pays                   | Temps                  |
| ---------------------- | ---------------------------- | ---------------------- | ---------------------- |
| 1re                    | WB-Veranclassic-Aqua Protect | Belgique               | 64 h 03 min 24 s       |
| 2e                     | AG2R La Mondiale             | France                 | + 4 min 02 s           |
| 3e                     | Katusha-Alpecin              | Suisse                 | + 4 min 17 s           |

| Classement par équipes | Classement par équipes       | Classement par équipes | Classement par équipes |
| Équipe                 | Équipe                       | Pays                   | Temps                  |
| ---------------------- | ---------------------------- | ---------------------- | ---------------------- |
| 1re                    | WB-Veranclassic-Aqua Protect | Belgique               | 64 h 03 min 24 s       |
| 2e                     | AG2R La Mondiale             | France                 | + 4 min 02 s           |
| 3e                     | Katusha-Alpecin              | Suisse                 | + 4 min 17 s           |

### UCI Europe Tour
| Position,          | 1er | 2e  | 3e  | 4e  | 5e | 6e | 7e | 8e | 9e | 10e | 11e | 12e | 13e | 14e | 15e | 16e à 30e | 31e à 40e |
| Classement général | 200 | 150 | 125 | 100 | 85 | 70 | 60 | 50 | 40 | 35  | 30  | 25  | 20  | 15  | 10  | 5         | 3         |
| Par étape          | 20  | 10  | 5   |     |    |    |    |    |    |     |     |     |     |     |     |           |           |
| Leader, par étape  | 5   |     |     |     |    |    |    |    |    |     |     |     |     |     |     |           |           |

## Évolution des classements
| Étape              | Vainqueur          | Classement général | Classement par points | Classement de la montagne | Classement des sprints | Classement du meilleur jeune | Classement de la combativité | Classement par équipes       |
| ------------------ | ------------------ | ------------------ | --------------------- | ------------------------- | ---------------------- | ---------------------------- | ---------------------------- | ---------------------------- |
| 1                  | Benjamin Thomas    | Benjamin Thomas    | Benjamin Thomas       | Alexis Gougeard           | Kévin Ledanois         | Benjamin Thomas              | Alexis Gougeard              | BMC Racing                   |
| 2                  | Jasper De Buyst    | Dylan Teuns        | Benjamin Thomas       | Jimmy Turgis              | Tosh Van der Sande     | Benjamin Thomas              | Alexis Gougeard              | BMC Racing                   |
| 3                  | Dylan Teuns        | Dylan Teuns        | Dylan Teuns           | Alexis Gougeard           | Evaldas Šiškevičius    | Benjamin Thomas              | Evaldas Šiškevičius          | WB-Veranclassic-Aqua Protect |
| 4                  | Jempy Drucker      | Dylan Teuns        | Dylan Teuns           | Alexis Gougeard           | Evaldas Šiškevičius    | Benjamin Thomas              | Kévin Van Melsen             | WB-Veranclassic-Aqua Protect |
| 5                  | Dylan Teuns        | Dylan Teuns        | Dylan Teuns           | Alexis Gougeard           | Evaldas Šiškevičius    | Benjamin Thomas              | Lasse Hansen                 | WB-Veranclassic-Aqua Protect |
| Classements finals | Classements finals | Dylan Teuns        | Dylan Teuns           | Alexis Gougeard           | Evaldas Šiškevičius    | Benjamin Thomas              | Non décerné                  | WB-Veranclassic-Aqua Protect |